# Kinel

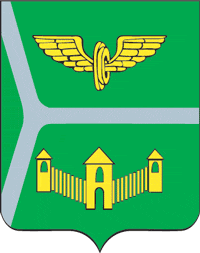
Kinels vapen.

Kinel (ryska: Кинель) är en stad i Samara oblast i Ryssland, belägen längs Kinelfloden nära området där den flyter ihop med Samarafloden, 41 kilometer öster om Samara. Centrala Kinel hade 34 690 invånare i början av 2015, med totalt 57 130 invånare inklusive orterna Aleksejevka och Ust-Kinelskij som administreras av staden.
Staden grundades 1837. 1877, under konstruktionen av Samara-Orenburgjärnvägen, byggdes Kinels järnvägsstation. 1944 fick Kinel stadsrättigheter.